# Otto van Nassau-Neuweilnau
Otto van Nassau-Neuweilnau (Saarbrücken, 24 februari 1610 o.s. - Straatsburg, 24 november 1632) was graaf van Nassau-Neuweilnau, een deel van het graafschap Nassau. Hij stamt uit de Walramse Linie van het Huis Nassau.

## Biografie
Otto was de negende zoon van graaf Lodewijk II van Nassau-Saarbrücken en Anna Maria van Hessen-Kassel, dochter van landgraaf Willem IV van Hessen-Kassel en Sabina van Württemberg.

### Graaf van Nassau-Neuweilnau
Otto volgde in 1627 zijn vader op samen met zijn broers Willem Lodewijk, Johan en Ernst Casimir. Otto stond onder regentschap van zijn oudste broer Willem Lodewijk. Hij verkreeg in 1629 bij een eerste deling Neuweilnau. Kort daarna werd het bezit van de broers bedreigd door het restitutie-edict van 2 maart 1629, toen de keurvorsten van Mainz en Trier aanspraak maakten op de sinds het Verdrag van Passau (1552) geconfisqueerde kerkgoederen. 
Op 7 juli 1629 besliste het Rijkskamergerecht in het geschil tussen Lotharingen en Nassau dat stad en kasteel Saarwerden, Bockenheim en Wiebersweiler als lenen van Metz aan Lotharingen gegeven zouden moeten worden; de rest van het graafschap Saarwerden zou bij Nassau moeten blijven. De hertog van Lotharingen nam echter onmiddellijk bezit van het hele graafschap Saarwerden en de voogdij Herbitzheim. Willem Lodewijk begaf zich naar de vorstendag te Regensburg en verkreeg op 23 juli 1631 de keizerlijke belening (hoewel hij had geweigerd zich bij de Katholieke Liga aan te sluiten of er troepen voor beschikbaar te stellen).

### Dertigjarige Oorlog
In de Dertigjarige Oorlog (1618-1648) had Lodewijk II een voorzichtige neutraliteit gehandhaafd, die knellende inkwartieringen in zijn bezittingen echter niet voorkomen kon. Toen koning Gustaaf II Adolf van Zweden aan het einde van het jaar 1630 naar de Rijn kwam, stelden Otto en zijn broers zich te zijner beschikking en verklaarden daarmee de oorlog aan hun keizer. Otto nam als ritmeester dienst in het Zweedse leger.
Kort nadat koning Gustaaf Adolf op 16 november 1632 was gesneuveld, overleed Otto op 24 november 1632 in Straatsburg. Hij werd begraven te Saarbrücken. Zijn gebied werd na zijn dood door zijn broers gezamenlijk bestuurd tot de herverdeling in 1651.